# Directoire (République helvétique)
Pour les articles homonymes, voir Directoire (homonymie).
Le Directoire est l'organe exécutif suprême de la République helvétique entre 1798 et 1800. Il est remplacé par la Commission exécutive en janvier 1800.

## Rôle et responsabilité
Institué par la première Constitution helvétique approuvée le 28 mars 1798 par une Assemblée nationale représentant les cantons suisses et convoquée par le commissaire français François-Philibert Lecarlier, le Directoire, bien que fondé sur le modèle de son homologue français, dispose de droits plus étendus que ce dernier : outre la responsabilité de la sécurité intérieure, il nomme le commandant en chef de l'armée, les ministres, les ambassadeurs et les préfets, ainsi que le président, l'accusateur public et le secrétaire du Tribunal suprême. 

## Membres
Toujours selon la Constitution, pour être élu au Directoire, il faut avoir au moins 40 ans et être marié ou veuf. L'élection se fait par l'une des deux Chambres sur une liste de cinq candidats proposée par l'autre Chambre. Chaque année, un des directeurs est tiré au sort pour se retirer et ne peut plus alors être élu pendant les cinq années suivantes. Pendant les cinq ans d'existence de la République helvétique, les directeurs suivantes sont nommés (entre parenthèses les dates des présidences de chaque directeur) : 
| Membres                       | Entrée en fonction                          | Fin de fonction                                | Portrait |
| ----------------------------- | ------------------------------------------- | ---------------------------------------------- | -------- |
| David Ludwig Bay (de)         | 6 mars 1799                                 | 26 avril 1799                                  |          |
| Johann Rudolf Dolder          | 18 novembre 1799                            | 7 janvier 1800                                 |          |
| Frédéric-César de La Harpe    | 1er août 1798 1er octobre 1798 24 juin 1799 | 31 août 1798 21 novembre 1798 4 septembre 1799 |          |
| Jean-Luc Legrand              | 22 avril 1798                               | 31 mai 1798                                    |          |
| Urs Viktor Oberlin            | 1er juin 1798 22 novembre 1798              | 1er juillet 1798 12 janvier 1799               |          |
| Peter Ochs                    | 1er septembre 1798 27 avril 1799            | 30 septembre 1798 23 juin 1799                 |          |
| Alphons Pfyffer (de)          | 18 avril 1798                               | 29 juin 1798                                   |          |
| François-Pierre Savary (de)   | 5 septembre 1799                            | 17 novembre 1799                               |          |
| Philippe Abram Louis Secrétan | 26 juin 1799                                | 7 janvier 1800                                 |          |

Les directeurs sont secondés de cinq ministres, choisis par eux, chacun responsable d'un département
- Franz Bernhardt Meyer von Schauensee, ministre de la Justice et de la Police
- Hans Conrad Finsler, ministre des Finances
- Louis Begos, ministre des Affaires extérieures
- Philipp Albert Stapfer, ministre de l'Instruction publique
- Albrecht Rengger, ministre de l'Intérieur